# Paroligia ptyophoroides
Paroligia ptyophoroides là một loài bướm đêm trong họ Noctuidae.